# Vlasasta paprat
Vlasasta paprat (lat. Trichomanes) je biljni rod vazdazelenih trajnica iz porodice tankolistovki, dio je razreda Polypodiopsida ili papratnica. Na popisu je 72 vrste. Rasprostranjenost: Uglavnom u neotropima, najmanje 1 vrsta u tropskoj Africi, T. cupressoides.
Rod je opisan u Species Plantarum 2: 1097. 1753.

## Vrste
1. Trichomanes accedens C. Presl
2. Trichomanes alatum Sw.
3. Trichomanes anadromum Rosenst.
4. Trichomanes ankersii Parker
5. Trichomanes anomalum Maxon & Morton
6. Trichomanes arbuscula Desv.
7. Trichomanes aureovestitum Proctor
8. Trichomanes bancroftii Hook. & Grev.
9. Trichomanes bicorne Hook.
10. Trichomanes bissei C. Sánchez
11. Trichomanes boivinii Bosch
12. Trichomanes botryoides Kaulf.
13. Trichomanes caliginum Lellinger
14. Trichomanes crassipilis Weath.
15. Trichomanes crinitum Sw.
16. Trichomanes crispiforme Alston
17. Trichomanes crispum L.
18. Trichomanes cristatum Kaulf.
19. Trichomanes cupressoides Desv.
20. Trichomanes dactylites Sodiro
21. Trichomanes delicatum Bosch
22. Trichomanes diversifrons (Bory) Mett.
23. Trichomanes ebiharae Fraser-Jenk. & Kholia
24. Trichomanes egleri P. G. Windisch
25. Trichomanes elegans Rich.
26. Trichomanes galeottii E. Fourn.
27. Trichomanes guidoi P. G. Windisch
28. Trichomanes holopterum Kunze
29. Trichomanes hostmannianum (Klotzsch) Kunze
30. Trichomanes humboldtii (Bosch) Lellinger
31. Trichomanes jenmanii Lellinger
32. Trichomanes kalbreyeri Baker
33. Trichomanes killipii Weath.
34. Trichomanes laciniosum Alston
35. Trichomanes lozanoi M. T. Murillo
36. Trichomanes lucens Sw.
37. Trichomanes ludovicianum Rosenst.
38. Trichomanes macilentum Bosch
39. Trichomanes madagascariense (Bosch) T. Moore
40. Trichomanes martiusii C. Presl
41. Trichomanes micayense Hieron.
42. Trichomanes mougeotii Bosch
43. Trichomanes murilloanum A. Rojas
44. Trichomanes osmundoides DC. ex Poir.
45. Trichomanes padronii Proctor
46. Trichomanes paucisorum R. C. Moran & B. Øllg.
47. Trichomanes pedicellatum Desv.
48. Trichomanes pellucens Kunze
49. Trichomanes pilosum Raddi
50. Trichomanes pinnatifidum Bosch
51. Trichomanes pinnatum Hedw.
52. Trichomanes plumosum Kunze
53. Trichomanes poeppigii C. Presl
54. Trichomanes polypodioides L.
55. Trichomanes procerum Fée
56. Trichomanes resinosum R. C. Moran
57. Trichomanes ribae Pacheco
58. Trichomanes robustum E. Fourn.
59. Trichomanes roraimense Jenman
60. Trichomanes scandens L.
61. Trichomanes spruceanum Hook.
62. Trichomanes steyermarkii P. G. Windisch & A. R. Sm.
63. Trichomanes sublabiatum Bosch
64. Trichomanes superbum Bosch
65. Trichomanes tanaicum Hook.
66. Trichomanes trichopodium A. Rojas
67. Trichomanes trigonum Desv.
68. Trichomanes trollii Bergdolt
69. Trichomanes tuerckheimii Christ
70. Trichomanes vandenboschii P. G. Windisch
71. Trichomanes vaupesensis Lellinger
72. Trichomanes vittaria DC.